# Planura
Planura este un oraș în Minas Gerais (MG), Brazilia.